# Grande Prêmio da Hungria de 2000
Resultados do Grande Prêmio da Hungria de Fórmula 1 realizado em Hungaroring em 13 de agosto de 2000. Décima segunda etapa da temporada, teve como vencedor o finlandês Mika Häkkinen, da McLaren-Mercedes.

## Resumo
Primeira vez que Mika Häkkinen ascende à liderança do campeonato mundial desde o Grande Prêmio do Japão de 1999 quando tornou-se bicampeão mundial.

## Classificação

### Treino oficial
| Pos.                      | Nº | Piloto                | Construtor         | Tempo    | Diferença |
| ------------------------- | -- | --------------------- | ------------------ | -------- | --------- |
| 1                         | 3  | Michael Schumacher    | Ferrari            | 1:17.514 | -         |
| 2                         | 2  | David Coulthard       | McLaren-Mercedes   | 1:17.886 | + 0.372   |
| 3                         | 1  | Mika Häkkinen         | McLaren-Mercedes   | 1:17.922 | + 0.408   |
| 4                         | 9  | Ralf Schumacher       | Williams-BMW       | 1:18.321 | + 0.807   |
| 5                         | 4  | Rubens Barrichello    | Ferrari            | 1:18.330 | + 0.816   |
| 6                         | 5  | Heinz-Harald Frentzen | Jordan-Mugen/Honda | 1:18.523 | + 1.009   |
| 7                         | 11 | Giancarlo Fisichella  | Benetton-Playlife  | 1:18.607 | + 1.093   |
| 8                         | 10 | Jenson Button         | Williams-BMW       | 1:18.699 | + 1.185   |
| 9                         | 17 | Mika Salo             | Sauber-Petronas    | 1:18.748 | + 1.234   |
| 10                        | 7  | Eddie Irvine          | Jaguar-Cosworth    | 1:19.008 | + 1.494   |
| 11                        | 12 | Alexander Wurz        | Benetton-Playlife  | 1:19.259 | + 1.745   |
| 12                        | 6  | Jarno Trulli          | Jordan-Mugen/Honda | 1:19.266 | + 1.752   |
| 13                        | 16 | Pedro Paulo Diniz     | Sauber-Petronas    | 1:19.451 | + 1.937   |
| 14                        | 14 | Jean Alesi            | Prost-Peugeot      | 1:19.626 | + 2.112   |
| 15                        | 18 | Pedro de La Rosa      | Arrows-Supertec    | 1:19.897 | + 2.383   |
| 16                        | 22 | Jacques Villeneuve    | BAR-Honda          | 1:19.937 | + 2.423   |
| 17                        | 8  | Johnny Herbert        | Jaguar-Cosworth    | 1:19.956 | + 2.442   |
| 18                        | 23 | Ricardo Zonta         | BAR-Honda          | 1:20.272 | + 2.758   |
| 19                        | 15 | Nick Heidfeld         | Prost-Peugeot      | 1:20.481 | + 2.967   |
| 20                        | 19 | Jos Verstappen        | Arrows-Supertec    | 1:20.609 | + 3.095   |
| 21                        | 20 | Marc Gené             | Minardi-Fondmetal  | 1:20.654 | + 3.140   |
| 22                        | 21 | Gastón Mazzacane      | Minardi-Fondmetal  | 1:20.905 | + 3.391   |
| Limite dos 107%: 1:22.940 |    |                       |                    |          |           |
| Fonte:                    |    |                       |                    |          |           |

### Corrida
| Pos.   | Nº | Piloto                | Construtor         | Voltas | Tempo/Diferença | Grid | Pontos |
| ------ | -- | --------------------- | ------------------ | ------ | --------------- | ---- | ------ |
| 1      | 1  | Mika Häkkinen         | McLaren-Mercedes   | 77     | 1:45:33.869     | 3    | 10     |
| 2      | 3  | Michael Schumacher    | Ferrari            | 77     | + 7.917         | 1    | 6      |
| 3      | 2  | David Coulthard       | McLaren-Mercedes   | 77     | + 8.455         | 2    | 4      |
| 4      | 4  | Rubens Barrichello    | Ferrari            | 77     | + 44.157        | 5    | 3      |
| 5      | 9  | Ralf Schumacher       | Williams-BMW       | 77     | + 50.437        | 4    | 2      |
| 6      | 5  | Heinz-Harald Frentzen | Jordan-Mugen/Honda | 77     | + 1:08.099      | 6    | 1      |
| 7      | 6  | Jarno Trulli          | Jordan-Mugen/Honda | 76     | + 1 volta       | 12   |        |
| 8      | 7  | Eddie Irvine          | Jaguar-Cosworth    | 76     | + 1 volta       | 10   |        |
| 9      | 10 | Jenson Button         | Williams-BMW       | 76     | + 1 volta       | 8    |        |
| 10     | 17 | Mika Salo             | Sauber-Petronas    | 76     | + 1 volta       | 9    |        |
| 11     | 12 | Alexander Wurz        | Benetton-Playlife  | 76     | + 1 volta       | 11   |        |
| 12     | 22 | Jacques Villeneuve    | BAR-Honda          | 75     | + 2 voltas      | 16   |        |
| 13     | 19 | Jos Verstappen        | Arrows-Supertec    | 75     | + 2 voltas      | 20   |        |
| 14     | 23 | Ricardo Zonta         | BAR-Honda          | 75     | + 2 voltas      | 18   |        |
| 15     | 20 | Marc Gené             | Minardi-Fondmetal  | 74     | + 3 voltas      | 21   |        |
| 16     | 18 | Pedro de la Rosa      | Arrows-Supertec    | 73     | + 4 voltas      | 15   |        |
| Ret    | 21 | Gastón Mazzacane      | Minardi-Fondmetal  | 68     | Motor           | 22   |        |
| Ret    | 8  | Johnny Herbert        | Jaguar-Cosworth    | 67     | Câmbio          | 17   |        |
| Ret    | 16 | Pedro Paulo Diniz     | Sauber-Petronas    | 62     | Transmissão     | 13   |        |
| Ret    | 11 | Giancarlo Fisichella  | Benetton-Playlife  | 31     | Freios          | 7    |        |
| Ret    | 15 | Nick Heidfeld         | Prost-Peugeot      | 22     | Pane elétrica   | 19   |        |
| Ret    | 14 | Jean Alesi            | Prost-Peugeot      | 11     | Suspensão       | 14   |        |
| Fonte: |    |                       |                    |        |                 |      |        |

## Tabela do campeonato após a corrida
|   | Pos. | Piloto               | Pontos |
| - | ---- | -------------------- | ------ |
| 1 | 1    | Mika Häkkinen        | 64     |
| 1 | 2    | Michael Schumacher   | 62     |
|   | 3    | David Coulthard      | 58     |
|   | 4    | Rubens Barrichello   | 49     |
|   | 5    | Giancarlo Fisichella | 18     |

|   | Pos. | Construtor         | Pontos |
| - | ---- | ------------------ | ------ |
| 1 | 1    | McLaren-Mercedes   | 112    |
| 1 | 2    | Ferrari            | 111    |
|   | 3    | Williams-BMW       | 24     |
|   | 4    | Benetton-Playlife  | 18     |
| 1 | 5    | Jordan-Mugen/Honda | 12     |

- Nota: Somente as primeiras cinco posições estão listadas.